# Raid su Rochefort
Il raid su Rochefort fu un episodio della guerra dei sette anni svoltosi nel settembre 1757. Come parte di un più ampio piano per distrarre le truppe del Regno di Francia dal teatro bellico principale nella Germania occidentale, le forze britanniche si riproponevano di occupare temporaneamente il porto di Rochefort per poi ritirarsi dopo averlo reso inservibile, instillando insicurezza lungo tutto la costa della Francia.
Salpata con forte ritardo sulla data prevista, la spedizione, guidata per la parte terrestre dal generale John Mordaunt e per quella navale dall'ammiraglio Edward Hawke, ebbe successo nel catturare l'isola di Aix e aprirsi la via per la stessa Rochefort, ma i piani per uno sbarco sulla terraferma e un assalto diretto alla città furono continuamente rimandanti dal generale Mordaunt e infine cancellati per il peggioramento delle condizioni meteo; la forza britannica fece quindi ritorno in patria senza aver concluso nulla di concreto.

## Antefatti
La Gran Bretagna iniziò la guerra dei sette anni in maniera disastrosa: le forze britanniche subirono diverse sconfitte a opera dei francesi nel teatro bellico dell'America settentrionale, la principale base navale della Royal Navy nel mar Mediterraneo, l'isola di Minorca, fu catturata da una spedizione francese nei primi giorni di guerra, e il dominio dinastico del re Giorgio II di Gran Bretagna, l'Elettorato di Hannover, fu invaso e quasi interamente occupato dalla Francia nel giro di poche settimane. Di fronte a tale serie di sconfitte, nel luglio 1757 fu rapidamente insediato a Londra un nuovo governo comprendente, nel ruolo di ministro della Guerra, il noto uomo politico William Pitt il Vecchio.
Pitt propose di sferrare una serie di potenti incursioni (le cosiddette Descents, ovvero "discese") contro i più importanti porti della Francia, al fine di forzare il nemico a ritirare un gran numero di soldati dal teatro bellico dell'Hannover per proteggere la costa francese da ulteriori possibili incursioni; una spedizione vittoriosa, inoltre, avrebbe tranquillizzato l'opinione pubblica che chiedeva a gran voce di passare al contrattacco. La richiesta di un'incursione contro le coste della Francia proveniva anche dall'unico importante alleato rimasto alla Gran Bretagna, il re Federico II di Prussia, il quale premeva perché le forze francesi fossero sviate dall'attaccare il Regno di Prussia da ovest in congiunzione con gli austriaci da sud e i russi da est; Federico suggerì che l'attacco contro le coste francesi avrebbe immediatamente allentato la pressione, oltre che sulle sue forze, anche sull'"Armata d'osservazione" britannica del Duca di Cumberland impegnata a difendere l'Hannover.
L'obiettivo selezionato per la prima incursione fu il porto di Rochefort sulla costa atlantica della Francia, che un rapporto del capitano del genio militare Robert Clerk indicava come particolarmente poco fortificato e vulnerabile a un attacco a sorpresa da parte delle forze britanniche. Pitt cercò quindi l'approvazione per la spedizione tanto dal re Giorgio II quanto dal primo ministro Thomas Pelham-Holles, i quali diedero il loro assenso all'idea di un grande raid contro la città ma espressero dubbi circa la praticabilità del piano proposto: con la situazione in Hannover in rapido deterioramento per le forze britanniche, sia il re che il primo ministro chiesero che le truppe ammassate per la spedizione fossero invece inviate nel porto tedesco di Stade per rinforzare l'armata del Duca d Cumberland, ma Pitt si oppose a questo cambio di destinazione.

## Il raid

### La partenza della forza di spedizione

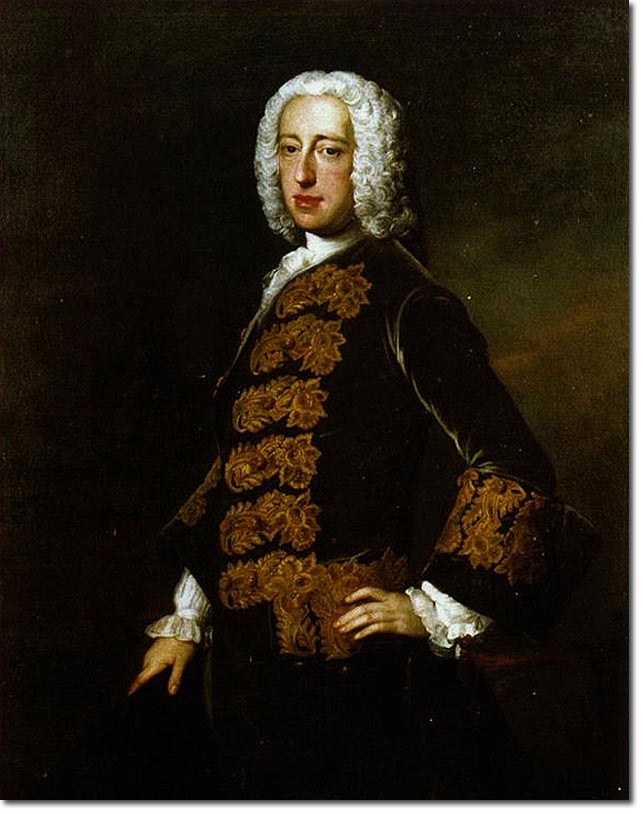
Ritratto del 1740 di John Mordaunt, comandante delle forze terrestri britanniche impegnate nel raid

Il comando delle forze terrestri destinate ad assaltare Rochefort fu assegnato al generale Sir John Mordaunt, con i generali Edward Cornwallis ed Henry Seymour Conway come suoi vice. L'ammiraglio Edward Hawke fu invece assegnato alla guida della forza navale che avrebbe scortato il convoglio con le truppe, protetto lo sbarco delle forze di Mordaunt e infine reimbarcato i reparti una volta conclusa l'incursione. L'allora colonnello James Wolfe fu designato come quartiermastro generale e capo di stato maggiore della forza di spedizione.
Truppe e navi per la spedizione furono ammassate sull'isola di Wight nel corso del luglio e dell'agosto 1757. Si verificarono immediatamente una serie di ritardi che portarono a continui rinvii della data fissata per la partenza; circa 8 000 soldati furono accampati nei pressi di Newport, con solo gli ufficiali superiori messi al corrente della destinazione della spedizione per evitare che spie francesi potessro venirne a conoscenza.
Il 7 settembre, un mese dopo l'originara data fissata per la partenza, la forza britannica salpò quindi alla volta del Golfo di Biscaglia. Le navi arrivarono al largo di Rochefort il 20 settembre, ma a causa della fitta nebbia ogni tentativo di sbarco si rivelò impossibile per diversi giorni. Hawke e gli ufficiali navali erano estremamente preoccupati per il peggioramento delle condizioni meteo, temendo l'arrivo delle burrasche equinoziali che avrebbero annunciato l'inizio dell'autunno.

### Lo sbarco
Guidate da Joseph Thierry, un ugonotto francese di professione pilota fluviale, il 23 settembre due navi da guerra britanniche riuscirono ad avvicinarsi al fortino che proteggeva l'Isola di Aix; i vascelli HMS Magnanime da 74 cannoni (comandato dal capitano Richard Howe) e HMS Barfleur da 80 cannoni bombardarono il forte fino a ridurne al silenzio l'artiglieria, e nel giro di due giorni l'isola, considerata un punto d'appoggio cruciale per muovere su Rochefort, cadde in mano ai britannici.
Il colonnello Wolfe osservò la terraferma francese dall'isola di Aix e rilevò che l'unica postazione difensiva nemica risultava essere una batteria di cannoni francesi nei pressi di Fort Fouras, a protezione dell'estuario del fiume Charente che conduceva alla stessa Rochefort più nell'interno; i francesi apparivano impreparati a sostenere un attacco, visto che erano stati totalmente colti di sorpresa dall'attacco britannico. Wolfe invocò un assalto immediato a Fort Fouras in congiunzione con un attacco diversivo lanciato in direzione di La Rochelle per sviare i francesi; Mordaunt si disse d'accordo per l'attacco su Fort Fouras, ma in seguito cancellò la mossa quando venne scoperto che il livello dell'acqua nei dintorni del forte era troppo basso per permettere alle navi britanniche di avvicinarsi abbastanza per bombardarlo con i loro cannoni.

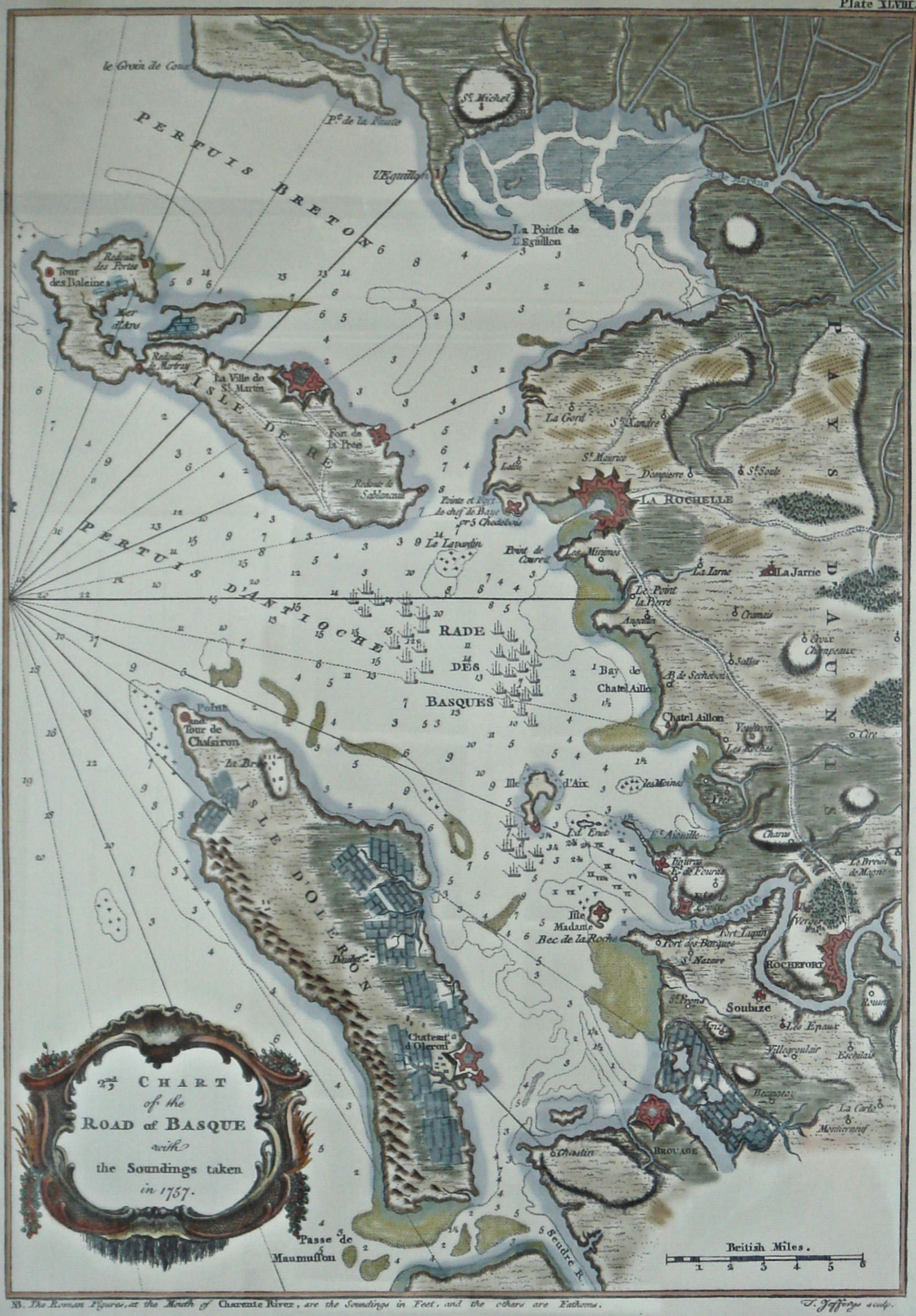
Carta del 1757 raffigurante la Baia dei Baschi; l'isola di Aix è la piccola isoletta a forma di mezzaluna al centro della baia, Rochefort si trova nell'angolo in basso a destra lungo le rive del fiume Charente

Il 25 settembre Mordaunt indisse un consiglio di guerra nel corso del quale le ottimistiche previsioni sulla debolezza delle difese francesi di Rochefort furono riviste, una decisione in gran parte basata sull'incertezza circa lo stato del fossato che circondava le mura della stessa Rochefort, fossato che se pieno d'acqua avrebbe impedito un assalto tramite scalata da parte dei britannici. Venne quindi deciso che un assalto a Rochefort non era né consigliabile né praticabile; Wolfe continuò a fare pressioni per un nuovo attacco, benché ormai l'effetto sorpresa fosse andato perduto, ma Mordaunt si dimostrò esitante. Si sperava ancora che i francesi potessero in qualche modo essere molestati dalle forze britanniche e il generale Conway spinse Mordaunt a considerare un nuovo assalto contro il vicino porto di Fouras, finalmente concordato nel corso di un secondo concilio di guerra tra gli ufficiali della spedizione la mattina del 28 settembre; venne anche selezionato un possibile luogo di sbarco nelle vicinanze di Châtelaillon-Plage, nonostante il timore di Mordaunt che larghe forze francesi potessero posizionarsi in agguato dietro le alte dune presenti sulla spiaggia. Le truppe furono imbarcate sulle scialuppe da sbarco quella stessa notte, tuttavia si alzò un forte vento che, in concomitanza con la marea, sollevò preoccupazioni circa la possibilità di inviare tempestivamente rinforzi alla prima ondata di truppe sbarcate sulla spiaggia; lo sbarco fu quindi nuovamente cancellato.

### La ritirata
L'ammiraglio Hawke stava diventando impaziente per le indecisioni mostrate dai suoi colleghi dell'esercito, e impose un ultimatum a Mordaunt: se le truppe di terra non si fossero dimostrate pronte a uno sbarco immediato, la flotta avrebbe dovuto fare subito vela per la Gran Bretagna. Davanti a questo ultimatum, Mordaunt dovette ammettere che un assalto non era possibile nell'immediato, e si disse quindi d'accordo sul fatto che l'intera forza si sarebbe dovuta ritirare dopo aver demolito le fortificazioni sull'isola di Aix.
Il 1º ottobre la forza britannica salpò da Rochefort dopo aver evacuato l'isola di Aix, rientrando senza problemi in Gran Bretagna il 6 ottobre seguente. Mordaunt giustificò la sua decisione con il fatto che la Royal Navy aveva necessità di navi da guerra per scortare i convogli di truppe destinate al Nord America e non poteva quindi permettersi di tenere a tempo indefinito una flotta ancorata davanti Rochefort; la condotta del generale fu tuttavia duramente criticata da diversi degli ufficiali presenti all'operazione, i quali ritenevano che uno sbarco avrebbe comunque avuto possibilità di successo anche dopo la perdita del vantaggio della sorpresa iniziale. Wolfe e Howe furono in seguito apprezzati per i loro sforzi, ma il fiasco di Rochefort fu paragonato al fallimento della spedizione per soccorrere Minorca tentata dall'ammiraglio John Byng l'anno prima, fallimento che aveva portato alla condanna a morte dello stesso Byng.

## Conseguenze
Il fallimento della spedizione a Rochefort portò all'istituzione di una commissione d'inchiesta che raccomandò il deferimento del generale Mordaunt a una corte marziale, il cui giudizio prese il via il 14 dicembre. A dispetto di una forte pressione popolare a favore di un giudizio di colpevolezza, la corte assolse Mordaunt riconoscendo che l'intera missione era stata mal concepita; il verdetto fece infuriare il re Giorgio II, che pretendeva che Mordaunt fosse congedato dall'esercito, mentre Pitt fu infastidito dal fatto che implicitamente il verdetto indicava la sua forte responsabilità nel fallimento dell'operazione e criticava l'intera strategia delle "discese" sulla costa francese. L'intera spedizione aveva avuto un costo finanziario pari a un milione di sterline, cosa che spinse Henry Fox (Paymaster of the Forces, ovvero il ministro responsabile delle finanze delle forze armate) a paragonare l'azione al "rompere una finestra scagliandovi contro delle ghinee".
Ad ogni modo Pitt rimase fedele all'idea delle "discese" contro le coste della Francia: nel giugno 1758 le forze britanniche sferrarono un nuovo raid ai danni di Saint-Malo sulla costa francese de La Manica mentre in agosto attaccarono Cherbourg, in entrambi i casi con molto più successo rispetto all'incursione su Rochefort. L'unico risultato concreto dell'attacco a Rochefort, ottenuto del resto senza che i britannici se ne avvedessero, fu di spingere i francesi a ritenere il porto non più sicuro per la partenza dei loro convogli diretti in America: questi furono quindi dirottati sul porto di Brest che, essendo più vicino alla Gran Bretagna, era anche più sorvegliato e facilmente attaccabile da parte della Royal Navy.